# Bánh mì gạo

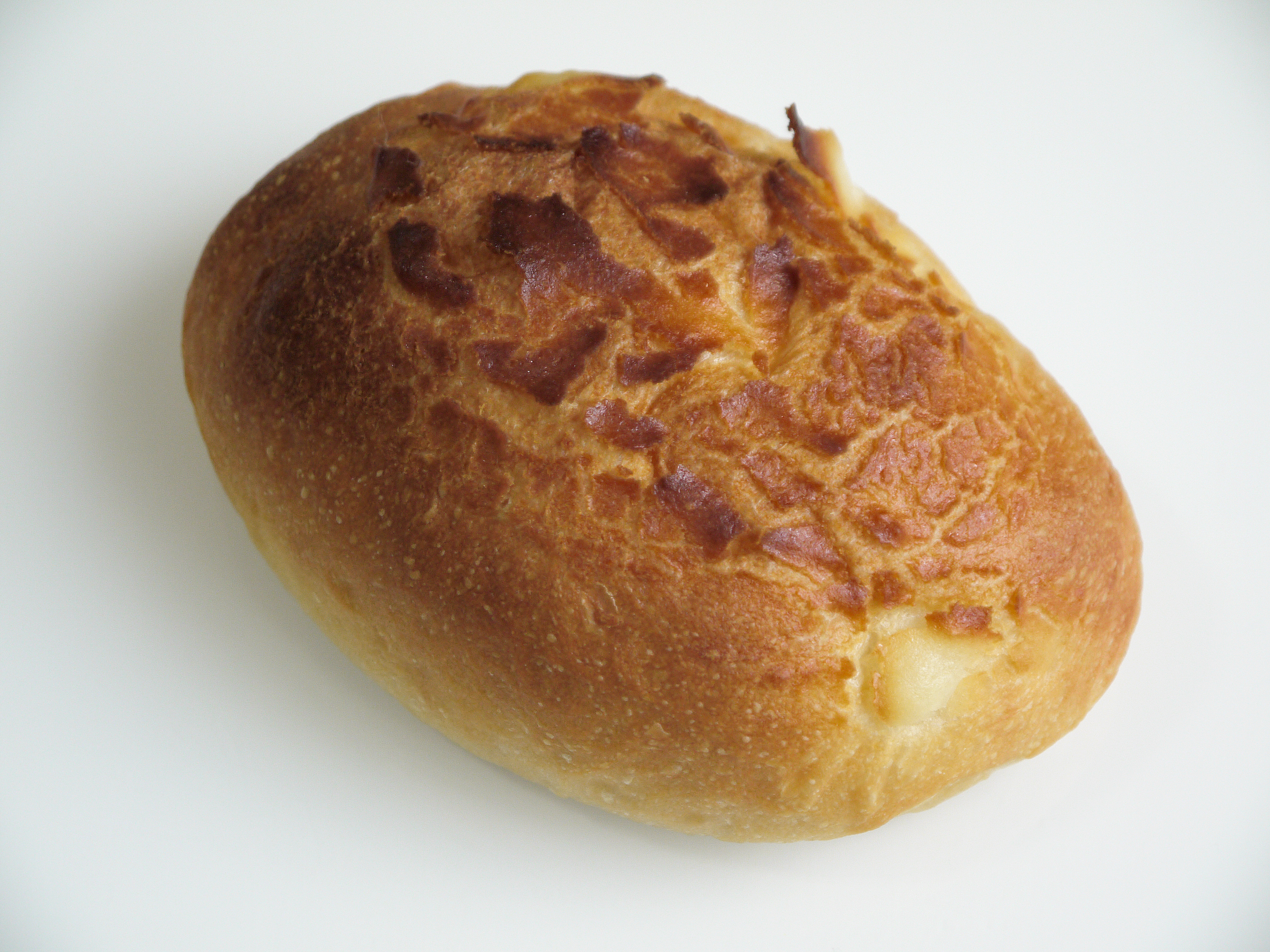
Bánh mì gạo Nhật Bản

Bánh mì gạo là một loại bánh mì của Nhật Bản được làm từ bột gạo chứ không phải là bột mì theo cách thông thường và không chứa Gluten và sẽ không gây ra phản ứng bất lợi (dị ứng) cho người không hợp với gluten. Năm 2001, một nhóm nghiên cứu tại Đại học Yamagata ở Nhật đã sử dụng công nghệ đúc bọt để sản xuất bánh mì gạo được làm từ 100% bột gạo. Trong năm này, một cỗ máy giúp làm bánh mỳ từ gạo tẻ được bán rất chạy, đây là chiếc máy khá tiện lợi. Người dùng chỉ việc đổ gạo đã vo cùng gia vị vào máy và nhấn nút khởi động. Máy sẽ tự xay gạo, nhồi bột, ủ bột và nướng bánh để cho ra sản phẩm cuối cùng.